# Torver
 (mars 2020).
Torver est un hameau dans le district South Lakeland de Cumbria (Angleterre) à 5 km au sud-ouest de Coniston et presque au bord du Coniston Water, troisième lac le plus étendu de la région.
L'agriculture a toujours joué un rôle important dans l'histoire de Torver, bien que l'exploitation de l'ardoise ait augmenté lorsque le tronçon de voie ferrée de Coniston a été ouverte au XIXe siècle (fermée en 1958). De nos jours, le hameau est le point de départ de nombreuses promenades autour de la rivière Duddon et de Coniston Water (lac), une zone popularisée par William Wordsworth.
L'église de St Luc a été construite en 1849 par Palay et Austin, elle remplace une autre église du XIXe qui elle-même remplaçait une chapelle du XIIe siècle.